# Crisis financiera de Ucrania 2008-2009

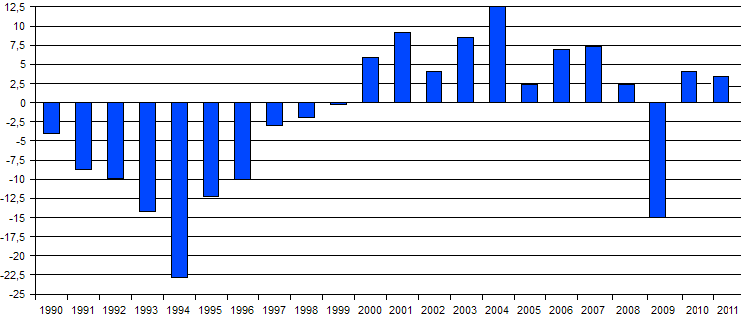
Evolución del PIB de Ucrania en el período 1990 - 2009.

Ucrania se vio fuertemente afectada por la recesión de finales de la década de 2000. El Banco Mundial anticipaba que la economía de Ucrania se contraería un 15% en 2009, con una inflación del 16,4 %.
El déficit del comercio exterior de bienes y servicios de Ucrania de enero a septiembre de 2009 se estimó en USD 1.08 mil millones, la exportación de bienes durante el período disminuyó en un 48,7%, a USD 27.478 mil millones, mientras que las importaciones cayeron en 53,5%, a USD 31.570 millones; las exportaciones de servicios cayeron un 23,2 %, a USD 6.841 millones, mientras que las importaciones se redujeron un 19,9 %, a USD 3.829 millones (el déficit del comercio exterior de Ucrania durante los primeros nueve meses de 2008 se estimó en USD 10.284 millones, 2,7 veces mayor que el registrado en el mismo período de 2007).
Según una previsión del Centro Estatal de Empleo, el desempleo en Ucrania se triplicaría hasta el 9 % en 2009 (había un 3 % de desempleo a finales de 2008), lo que significaría que alrededor de 3 millones de personas solicitarán asistencia en las oficinas de empleo. En septiembre de 2009, el nivel oficial de desempleo era del 1,9 %. El 95% de la población de Ucrania ha sentido la influencia de la crisis financiera; en julio de 2009, el 21% de ellos afirmó que "La crisis tiene un impacto catastrófico para mí y mi familia", esta cifra se redujo al 17% en octubre de 2009. Los salarios interanuales reales en Ucrania cayeron en octubre de 2009 un 10,9%, mientras que en octubre de 2008 crecieron un 4,8% interanual según el Comité Estatal de Estadísticas de Ucrania. Los ingresos reales de los ucranianos en 2009 cayeron un 8,5 %, mientras que los ingresos nominales aumentaron un 6,2 %. La economía ucraniana se contrajo un 15% en 2009. El segundo Gobierno de Tymoshenko había pronosticado un crecimiento del PIB del 0,4% en 2009 y una desaceleración de la inflación al 9,5% (también en 2009), aunque la gran mayoría de los economistas consideró esta previsión demasiado optimista.
La economía ucraniana se recuperó en el primer trimestre de 2010.